# Short SC.7 Skyvan
Short SC.7 Skyvan – wielozadaniowy samolot transportowy, wykorzystywany zarówno do celów cywilnych jak i wojskowych, produkowany w latach 1963–1986 przez brytyjską firmę Short Brothers.

## Historia

### Geneza

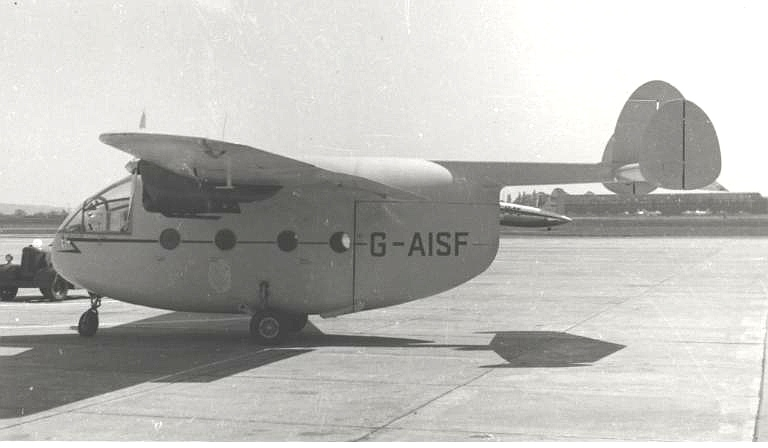
HDM.105 - protoplasta SC.7

Wraz z zakończeniem II wojny światowej, na rynku lotniczym masowo pojawiły się pochodzące z demobilu samoloty Douglas DC-3. Ich niska cena oraz niewielkie koszty eksploatacji sprawiły, iż maszyna stała się podstawowym samolotem wielu linii lotniczych w latach 40. i 50. XX wieku. Samolot doskonale nadawał się nie tylko do przewozu ludzi, ale również ładunków, swobodnie korzystając również z lotnisk o nieutwardzonej nawierzchni. Prostota konstrukcji jak i jej trwałość sprawiły, że samolot używany był szeroko na obszarach o ubogiej infrastrukturze komunikacji drogowej. Jednak wraz z upływem czasu, flota dostępnych DC-3 zaczęła się powoli wykruszać. Zaistniałą sytuację postanowiła wykorzystać północnoirlandzka firma Short Brothers. W połowie XX wieku przeprowadziła ona badania rynku, mające na celu oszacowanie stopnia zapotrzebowania na różne typy samolotów. Okazało się, że operatorom lotniczym, wraz z ubywaniem starzejących się DC-3, brakuje samolotu o podobnych właściwościach. Taniego w eksploatacji, o trwałej i niezawodnej konstrukcji, zdolnego do przewozu ludzi i ładunków samolotu. Operującego z nieutwardzonych lotnisk o ubogiej infrastrukturze lub jej całkowitym braku. Swoją szansę na dostarczenie użytkownikom tego typu maszyny dostrzegł Short Brothers. Prace nad nowym samolotem rozpoczęto w 1959 roku. Nie startowano jednak od zera. Short wykorzystał wyniki testów jakie przeprowadzili inżynierowie brytyjskiej wytwórni Miles Aircraft i francuskiej Société des Avions Hurel-Dubois. Francuska wytwórnia zaprojektowała płat o bardzo dużym wydłużeniu, laminarnym profilu NACA 63-420, który miał znacząco poprawiać osiągi samolotów w trakcie wszystkich faz lotu jak również być wsparciem w trakcie lotów wysokogórskich i w warunkach dużej temperatury powietrza. Francusko-brytyjska współpraca polegała na zabudowaniu nowego francuskiego skrzydła, w brytyjskiej maszynie Miles Aerovan i sprawdzenie w praktyce działania płatów. Tak zmodyfikowany samolot otrzymał oznaczenie HDM.105. W przypadku uzyskania zadowalających rezultatów planowano rozpoczęcie produkcji seryjnej nowych maszyn, oznaczonych jako HDM.106, do czego jednak nigdy nie doszło. Short skorzystał z projektu HDM.105, zmieniając jednak całkowicie kadłub nowego samolotu. W sierpniu 1960 roku irlandzka wytwórnia zaprezentowała nowy projekt oznaczony jako SC.7.

### Projekt

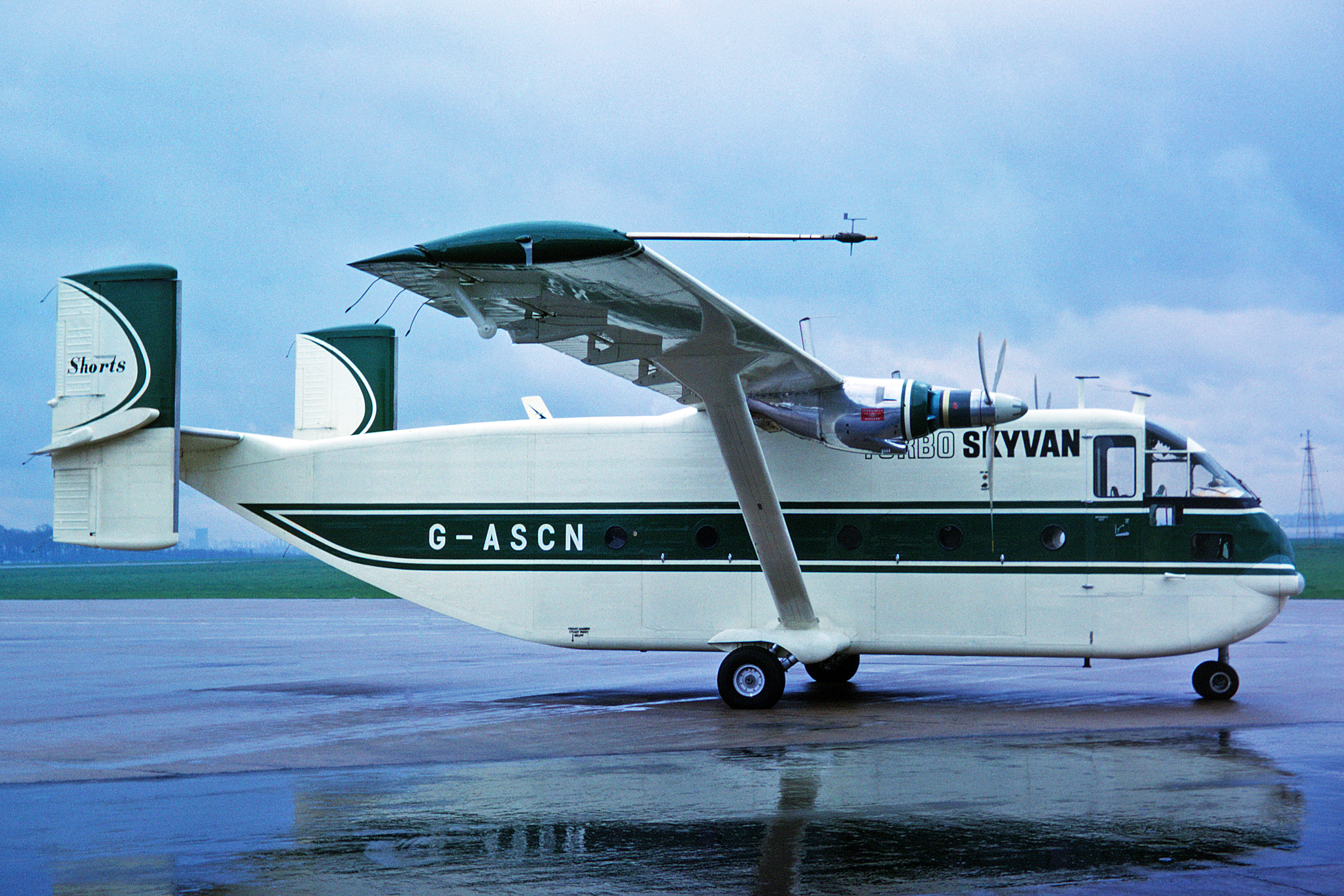
Prototyp samolotu

Zaprojektowano maszynę pod kątem łatwości obsługi, eksploatacji i funkcjonalności, umożliwiającej łatwy załadunek i wyładunek na pokład maszyny przewożonych towarów lub pasażerów. Kadłub ma kwadratowy przekrój, umożliwiający zdecydowanie prostszą aranżacje i wykorzystanie dostępnej przestrzeni ładunkowej niż w kadłubach o przekroju okrągłym. Jest to tym bardziej istotne w przypadku niewielkiego samolotu jakim jest Skyvan. Szerokość i wysokość kabiny pasażersko-towarowej wynosi równe 1,98 m. Jej długość w pierwszych dziesięciu maszynach liczyła 4,88 m, ale od jedenastego egzemplarza powiększono ją do 5,7 m. Taka konfiguracja umożliwia wstawienie sześciu rzędów po trzy fotele dla pasażerów każdy w konfiguracji pasażerskiej. Samolot ma bardzo nisko zawieszony kadłub, ułatwiając w ten sposób wejście na pokład. Z tyłu umieszczona otwierane na całą szerokość kadłuba drzwi ładowni. W zależności od potrzeb, drzwi ładunkowe mogły się otwierać albo do góry, albo, tworząc rampę załadowczą, do dołu. Załadunek lub rozładunek samolotu możliwy jest przy działających silnikach i obracających się śmigłach. Wybrany rodzaj usterzenie typu H, również ułatwia korzystanie z tylnej ramy ładunkowej. Umożliwia także dobrą kontrolę na kierunkiem lotu poprzez ustawienie sterów kierunku w strumieniu zaśmigłowym. Zmiana konfiguracji samolotu z pasażerskiej na towarową i odwrotnie zajmuje kilka minut. Maszyna może zostać również skonfigurowana do wersji pasażerskiej, z przedziałem pasażerskim oddzielonym od towarowej części ścianką. Pomimo spartańskiego wyposażenia kabiny, w wersji pasażerskiej możliwa była instalacja toalety i schowki na bagaż podręczny dla pasażerów. Skyvan był certyfikowany do pilotowania przez jednego członka załogi, co również upraszczało obsługę i zmniejszało koszty eksploatacji samolotu, tym niemniej, przyrządy w kabinie mogły być zdublowane pod kątem załogi dwuosobowej. Piloci mieli do dyspozycji drzwi umieszczone z każdej strony kabiny załogi. W wersji pasażerskiej, drzwi po stronie pierwszego oficera mogły być wykorzystywane do wprowadzenia pasażerów na pokład. Samolot zaprojektowano w układzie górnopłata ze skrzydłami o wysokim współczynniku siły nośnej, opartymi na dwóch zastrzałach z każdej strony, ze stałym podwoziem z przednim podparciem.

### Prototyp

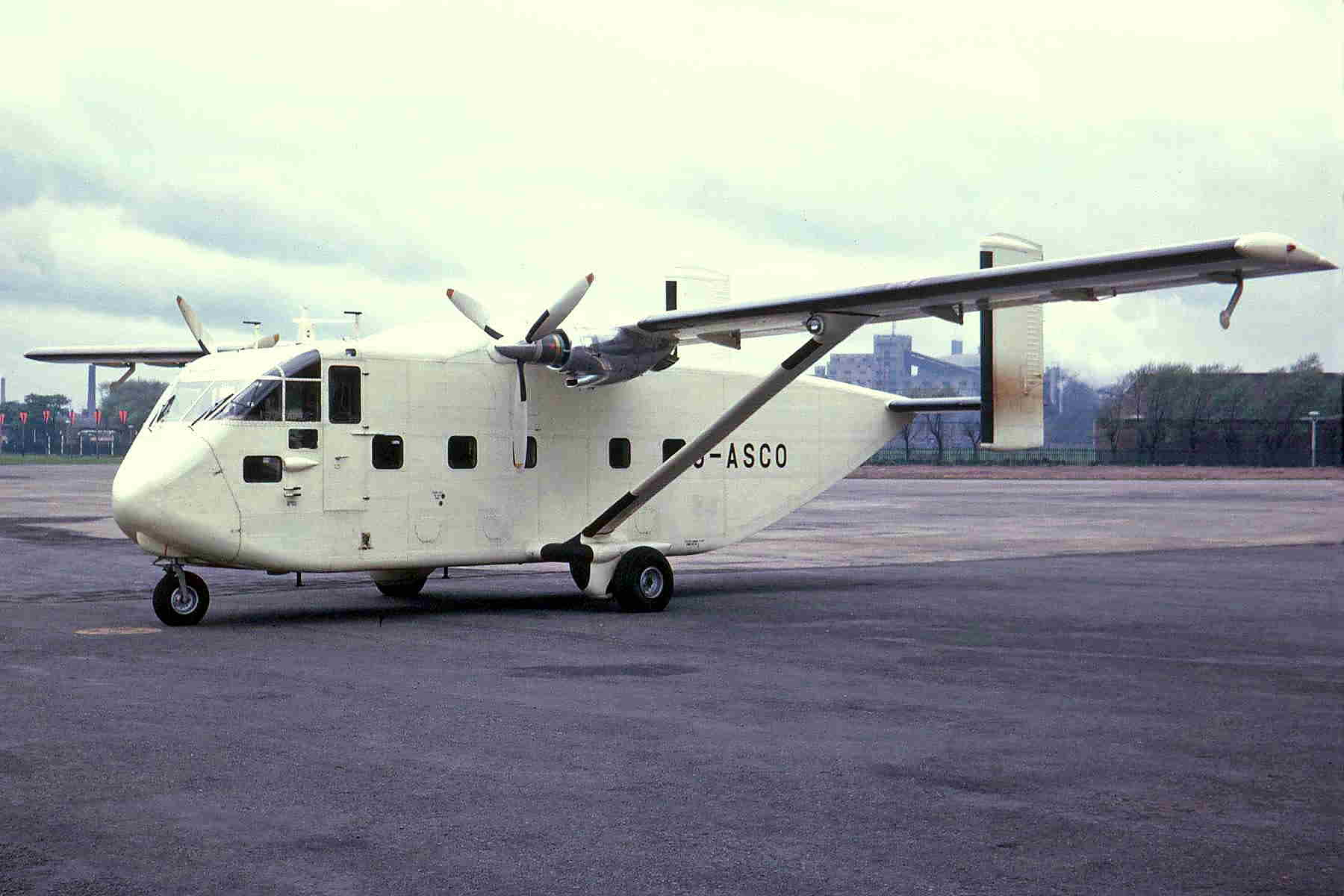
Drugi prototyp samolotu

Prototyp samolotu napędzany był dwoma sześciocylindrowymi, chłodzonymi powietrzem silnikami tłokowymi Continental GTSIO-520 o mocy 390 KM i trójłopatowymi, przestawialnymi śmigłami firmy Hartzell. Maszyna o znakach G-ASCN została zarejestrowana 7 sierpnia 1962 roku, a do swojego pierwszego lotu wzbiła się 17 stycznia 1963 roku. Za jej sterami siedział pilot oblatywacz Dennis Tayler. Lot odbył się z obecnego lotniska im. George'a Besta w Belfascie. 25-minutowy lot zakończył się sukcesem jednak otrzymanie certyfikatu typu, umożliwiającego rozpoczęcie sprzedaży opóźnione zostało przez decyzję o zmianie napędu samolotu na oferujący większą moc. Na tym etapie rozważano wyposażenie samolotu w cztery silniki. Ostatecznie wybrano dwa francuskie, turbośmigłowe Turbomeca Astazou II o mocy 523 KM. Silniki napędzały przestawialne, odladzane elektrycznie trójłopatowe śmigła Ratier-Figeac o możliwości przestawienia w rewers. Francuskie jednostki zainstalowano na prototypie, który tak zmodernizowany ponownie wzbił się w powietrze 2 października 1963 roku. Nowy napęd spełnił oczekiwania konstruktorów i wiosną 1964 roku maszyna otrzymała certyfikat typu. Tymczasem francuski producent silników zaoferował kolejną wersję swojej jednostki oznaczoną jako Astazou X i dysponującą mocą 624 KM. Silnik został przetestowany w locie na prototypie Skyvana. Docelowo jednak Skyvan otrzymał kolejną modyfikację silnika oznaczoną jako Astazou XII, dysponującą mocą 660 KM. Samolot napędzany tymi jednostkami, będący drugim zbudowanym prototypem, o znakach G-ASCO został oblatany 29 sierpnia 1965 roku. Pierwsza wersja SC.7, napędzana jednostką Continental otrzymała oznaczenie Skyvan 1, po instalacji Turbomeca Astazou II zmieniono oznaczenie na Skyvan 1A. Kolejne pięć wyprodukowanych maszyn, które otrzymało silniki Astazou XII, oznaczono jako Skyvan 2.

### Produkcja

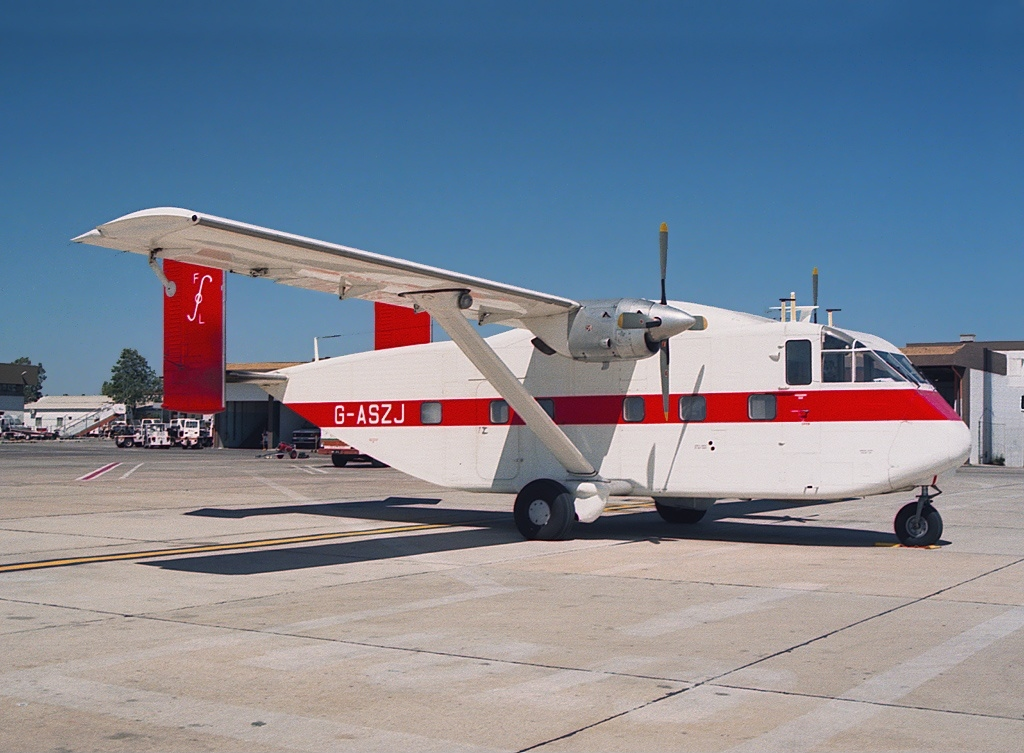
G-ASZJ z silnikami Garrett AiResearch

Początkowo projekt Skyvan nie miał wysokiego priorytetu w zarządzie firmy. Dodatkowo całe przedsięwzięcie trapiły problemy finansowe, którym zaradzenie widziano w dofinansowaniu rządowym. Irlandzki rząd był właścicielem 2/3 udziałów wytwórni, ale odrzucał plan dofinansowania, bojąc się fiaska programu budowy samolotu. Dopiero w połowie 1964 roku, kiedy Short mógł się już pochwalić zainteresowaniem ze strony nabywców, przyznano rządowe dofinansowanie. Za pieniędzmi ruszyła duża akcja promocyjna samolotu między innymi na Alasce, Nowej Zelandii, Australii i Filipinach. Wszędzie tam, gdzie tani w eksploatacji, trwały i wytrzymały samolot, zdolny do operowania z nieutwardzonych pasów startowych mógłby zapewnić szybki i tani transport towarów i ludzi w rejonach o ubogiej lub żadnej infrastrukturze drogowej. Pierwszym odbiorcą samolotu został włoski przewoźnik Aeralpi. Maszyna o znakach I-TORE zjechała z taśmy produkcyjnej 11 maja 1966 roku. W międzyczasie okazało się, iż francuskie jednostki Astazou XII nie spełniają pokładanych w nich nadziei. Silniki okazały się być zawodne, w warunkach dużej wilgotności powietrza, wysokich temperatur i górskich obszarów, nie dysponowały odpowiednią mocą, którą teoretycznie gwarantował producent. Było to o tyle istotne, iż jednym z odbiorców miała być Ansett-MAL, operująca nad Papuą-Nową Gwineą, z gorącym równikowym klimatem i wysokimi górami. Z drugiej strony, potencjalni odbiorcy samolotu z Ameryki Północnej, niezbyt życzliwie podchodzili do silników europejskiego pochodzenia, preferując rodzime, amerykańskie produkty. W takich warunkach Short podjął decyzję o budowie kolejnej wersji samolotu, oznaczonej jako Skyvan 3, napędzanej dwoma silnikami Garrett AiResearch TPE-331-2-201A o mocy 715 KM. Zastosowanie nowej jednostki wymusiło modyfikacje całej konstrukcji. Nie były to wielkie zmiany, zwiększono powierzchnię stabilizatorów, powiększono objętość zbiorników paliwa, zmodyfikowano ergonomikę kabiny. Całość zmian zaowocowała obniżeniem masy pustego samolotu. Skyvan 3, o znakach G-ASZJ został oblatany 15 grudnia 1967 roku. Z czasem pojawiły się egzemplarze z mocniejszym silnikiem Garrett AiResearch TPE-331-6-252T, o lepszych osiągach w gorącym klimacie. Wersja Skyvan 3 doczekała się swojej modyfikacji, oznaczonej jako Skyvan 3A, który różnił się od swojego poprzednika podniesieniem masy startowej do 6214 kg. Maszyna z nowym silnikiem została certyfikowana na początku 1968 roku co pozwoliło uruchomić jej sprzedaż. W latach 1969–2007 2 egzemplarze w wersji 3M użytkowane były przez Siły Powietrzne Austrii.